# Thomas Cook (empresari turístic)
Thomas Cook (Melbourne, Derbyshire, 22 de novembre de 1808 - 18 de juliol de 1892) fou la primera persona a crear un viatge organitzat, quan el 1841 noliejà un tren amb un grup de gent des de Leicester amb destinació a Loughborough a un congrés d'antialcohòlics. Aquest primer viatge no li proporcionà gaire èxit econòmic, però veié aquesta activitat com un possible benefici en el futur; uns anys més tard decidí crear una agència de viatges, considerada la primera de la història.
Thomas Cook, per molts va ser el creador del turisme dagut al èxit del seu primer vitae organitzat contra l'alcoholisme. Apart també va realitzar molts altres viatges. En 1841 va organitzar el seu primer viatge per a més de 500 persones a Leicester (Anglaterra) amb motiu d'un Congrés anti-alcohol.
L'èxit d'aquesta primera iniciativa va ser tan gran que Cook va començar a organitzar paquets turístics cada vegada més complets, donant inici a la indústria turística moderna. El 1845 va organitzar viatges a Liverpool.
El 1855 va preparar el seu primer viatge organitzat a l'estranger: el destí va ser l'Exposició Universal de París, i l'any següent va començar el seu "gran circular tour d'Europa". Durant la dècada de 1860 va organitzar viatges dirigits a la classe mitjana a Itàlia, Suïssa, Estats Units i Egipte. El 1864, la seva empresa ja tenia un milió de clients.
Va crear els anomenats "vouchers" (cupons) que els turistes entregaven als hotels i que avalaven el pagament del servei d'allotjament i menjar. També va ser precursor dels "xisquets de viatger" que permetien als turistes obtenir diners locals a canvi d'una nota emesa per Thomas Cook.
També va ser precursor de les revistes de viatges actuals, ja que el 1845 va crear un fullet de 60 pàgines on descriu la ruta d'un dels seus viatges.
Una característica dels seus recorreguts és que durant el seu Famos Tour del Nil, que es va realitzar el 1868, no existien hotels, així que els turistes viatjaven en una gran caravana, acompanyats per 65 cavalls, 87 mules, tendes, llits i cuines de campanya.

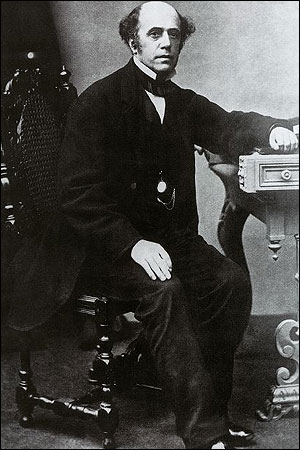
Thomas Cook

Per al 1888, l'empresa ja havia establert oficines arreu del món, incloent-ne tres a Austràlia i una a Nova Zelanda. A finals del segle XIX, ja era possible viatjar a gairebé qualsevol lloc del món.
Oficialment es va proclamar com el primer Agent de Viatges i el pioner en formar una Agència de Viatges que també es deia Thomas Cook.
Thomas Cook, com tot gran empresari, pensant en conquerir el que avui anomenem l'experiència de l'usuari, va organitzar les seves primeres excursions amb allotjament, menjar, sopar, esmorzar i transport, per un únic valor, naixent així el viatge tot inclòs.
En molts viatges que va organitzar, Thomas Cook va participar activament i de forma presencial, escoltant i valorant l'opinió directa de l'usuari per resoldre qüestions del present que podrien succeir en esdeveniments futurs.